# Еко Юдаїзм
Еко-юдаїзм (англ. Eco-Judaism) — сучасна форма юдаїзму, що зосереджується на наших відносинах з довкіллям, яка з'явилася на початку 1970-тих років XX-го сторіччя.
Eco Judaic Club — це проект, що досліджує та аналізує проблеми екології, які вирішує через вивчення Тори.
В рамках програми проводяться різноманітні майстер-класи, одна з серій таких занять має назву «друге життя сміття». Клуб активно співпрацює з Молодіжними центрами Всеукраїнської волонтерської мережі «Volunteer Community».
Екологічно чистий світ — це результат праці кожної людини.
«Відсторонюючись від проблем екології, ми ризикуємо залишитись сліпими по відношенню до особистих цінностей», — гасло Eco Judaic Club.
«І створив Всевишній людину наказав їй: користуйся цим світом, покращуй його, примножуй, тільки пам'ятай, що все, що ти зробиш — можеш виправити лише ти» — девіз, яким послуговуються учасники Eco Judaic Club у своїй діяльності.